# Vers l'inconnu ?
Pour plus de détails, voir Fiche technique et Distribution.
Vers l'inconnu ? (en arabe : الى اين؟ Ila Ayn?) est un film libanais réalisé par Georges Nasser, sorti en 1957.

## Synopsis
Dans un village de montagne au Liban, une famille vit dans la pauvreté. Le père décide de quitter sa famille et de partir pour le Brésil. Vingt ans passent sans un signe de vie de sa part, la situation ne s'est pas améliorée pour la famille restée au Liban.

## Fiche technique
- Titre original : الى اين؟ (Ila Ayn?)
- Titre français : Vers l'inconnu ?
- Réalisation : Georges Nasser
- Scénario : Youssef Habchi Achkar, Halim Fares et Georges Nasser
- Photographie : Rodrigue Dahdah
- Montage : Georges Nasser
- Musique : Toufic Succar
- Pays d'origine : Liban
- Format : Noir et blanc - 35 mm
- Genre : drame
- Durée : 90 minutes
- Date de sortie :
  - France : mai 1957 (Festival de Cannes 1957)

## Distribution
- Laura Azar : la mère
- Raouf Rawi : Farid
- Shakib Khouri : le frère
- Nuzhah Yunus : Amal
- Mounir Nader : le notaire
- Tannous Dik : le docteur
- Jean Sfeir : l'ami

## Distinctions
Le film a été présenté en sélection officielle en compétition au Festival de Cannes 1957.